# A Zöld Csoport az Európai Parlamentben
A Zöld Csoport az Európai Parlamentben (angolul: The Green Group in the European Parliament, franciául: Groupe des Verts au Parlement européen, németül Fraktion Die Grünen) a környezetvédő és zöld politikai pártokat tömörítő képviselőcsoport volt az Európai Parlamentben 1989 és 1999 között.

## Története
A Zöld Csoport az Európai Parlamentben képviselőcsoportot 1989. július 25-én hozták létre a Szivárvány Csoport szakadását követően, amely a környezetvédő és a balközép irányultságú progresszív pártokat egyesítette. A regionalisták a Szivárvány Csoportban folytatták a politizálást. Az 1989-es választást követően 28 képviselővel a Zöld Csoportba szerveződtek. Az 1994-es európai parlamenti választás alkalmával pedig 23 mandátumot szereztek.
Az 1999-es választást követően a két csoport egyesült és létrehozták a Zöldek/Európai Szabad Szövetség képviselőcsoportot. 

## Tagok

### 3. Európai Parlament (1989–1994)
| Ország                     | Párt                                                      | Képviselők száma |
| -------------------------- | --------------------------------------------------------- | ---------------- |
| Belgium                    | Ecolo                                                     | 2 / 24           |
| Belgium                    | Zöld                                                      | 1 / 24           |
| Franciaország              | A Zöldek                                                  | 8 / 81           |
| NSZK                       | Szövetség ’90/Zöldek                                      | 7 / 81           |
| Olaszország                | Zöldek Szövetsége                                         | 3 / 81           |
| Olaszország                | Szivárvány Zöldek                                         | 2 / 81           |
| Olaszország                | Proletárdemokrácia                                        | 1 / 81           |
| Olaszország                | A kábítószer-ellenesek                                    | 1 / 81           |
| Portugália                 | Egyesült Demokratikus Koalíció (Ökológus Párt – A Zöldek) | 2 / 24           |
| Spanyolország              | Nép Baloldal                                              | 1 / 60           |
| Európai Gazdasági Közösség | Összesen                                                  | 28 / 518         |

### 4. Európai Parlament (1994–1999)
| Ország       | Párt                 | Képviselők száma |
| ------------ | -------------------- | ---------------- |
| Belgium      | Ecolo                | 1 / 25           |
| Belgium      | Zöld                 | 1 / 25           |
| Dánia        | Szocialista Néppárt  | 1 / 16           |
| Hollandia    | Baloldali Zöldek     | 1 / 31           |
| Írország     | Zöld Párt            | 2 / 15           |
| Luxemburg    | A Zöldek             | 1 / 6            |
| Németország  | Szövetség ’90/Zöldek | 12 / 99          |
| Olaszország  | Zöldek Szövetsége    | 3 / 87           |
| Olaszország  | A Hálózat            | 1 / 87           |
| Európai Unió | Összesen             | 23 / 567         |